# Livelli essenziali di prestazione
I livelli essenziali delle prestazioni (abbreviato in LEP), sono degli standard normativi previsti dalla Repubblica Italiana, in tema di prestazioni e diritti della cittadinanza.

## Storia
Furono introdotti dalla legge costituzionale 18 ottobre 2001; nel febbraio 2023, il Governo della Repubblica presenta alle Camere il d.d.l. c.d. Calderoli (dal nome del ministro del governo Meloni proponente) sull'autonomia differenziata, nel quale vengono puntualizzati anche i livelli essenziali delle prestazioni che le Regioni devono garantire nelle materie indicate dalla Costituzione e il loro finanziamento. Disposizioni in materia sono state emanate poi con la legge 26 giugno 2024, n. 86

## Fondamento normativo
Nell'ambito del decentramento amministrativo in Italia, la legge costituzionale 18 ottobre 2001, n. 3 modificando il Titolo V della Costituzione della Repubblica Italiana ed in particolare l'art. 117 - ha introdotto tali limiti minimi riguardanti le prestazioni concernenti i diritti civili e sociali che devono essere garantiti su tutto il territorio nazionale, anche in attuazione del principio di sussidiarietà secondo i dettami del diritto dell'Unione Europea.
L'autonomia di cui godono ora le regioni italiane  ha infatti spinto il legislatore a prevedere una serie di strumenti volti a garantire non solo una sostanziale unità nazionale, ma anche la presenza, su tutto il territorio, di servizi capaci di rispondere alle esigenze fondamentali del cittadino, salvaguardando cioè i livelli essenziali delle prestazioni soprattutto nel settore dei diritti civili e sociali.

## Individuazione
L'art. 117 della Costituzione attribuisce l'individuazione di essi alla normativa statale. I principali ambiti di interesse sono:
- diritti connessi all'istruzione e alla formazione;
- diritti connessi alla salute (livelli essenziali di assistenza);
- diritti connessi all'assistenza sociale;
- diritti connessi alla mobilità e al trasporto.

## Aspetti dibattuti
Una delle ragioni per cui i LEP trovano difficoltà nella loro definizione è di natura economica; la loro individuazione comporta infatti l'approntamento delle risorse finanziarie necessarie per attuarli e garantirli; tali coperture dovrebbero gravare tanto sui soggetti tenuti a fornire le relative prestazioni quanto sullo stesso Stato con finalità perequative. La loro attuazione è correlata ai dettami ed alle disponiblità finanziarie degli enti di cui all'articolo 119 della Costituzione, relativo all'attuaizone del federalismo fiscale in Italia.